# Bakoe (Suriname)
Bakoe is een dorp in het bestuursressort Sarakreek in de zuidelijke helft van het district Brokopondo in Suriname. Het ligt aan de zuidelijke oever, aan de Sarakreekarm, van het Brokopondostuwmeer.
Dorpen in de omgeving zijn Lebidotie en Pisian. In Lebidotie ligt ook het dichtstbijzijnde gezondheidscentrum van de Medische Zending.

## Geschiedenis
In het dorp wonen, zoals in de twee buurdorpen, vooral Aukaners. Het dorp is ontstaan door transmigratie van bewoners die zich aan de oevers van de Sarakreek op het grondgebied bevonden waar het stuwmeer werd aangelegd.
Tijdens de overstromingen van 2022 luidden de inwoners de noodklok, omdat hun eilanden onder water dreigden te lopen.

## Gevolgen van goudwinning
In 2011 waarschuwde Ellen Naarendorp, lid van de Beleidscommissie Ordening Goudsector, voor de gevolgen van kleinschalige goudwinning rond Bakoe. Bewoners zouden gezondheidsklachten zoals huiduitslag en scheurbuik ondervinden door vervuild water, en het visbestand in het Brokopondostuwmeer zou sterk zijn afgenomen. Daarnaast is toegang tot traditionele jacht- en visgronden bemoeilijkt door de aanwezigheid van gewapende goudzoekers.

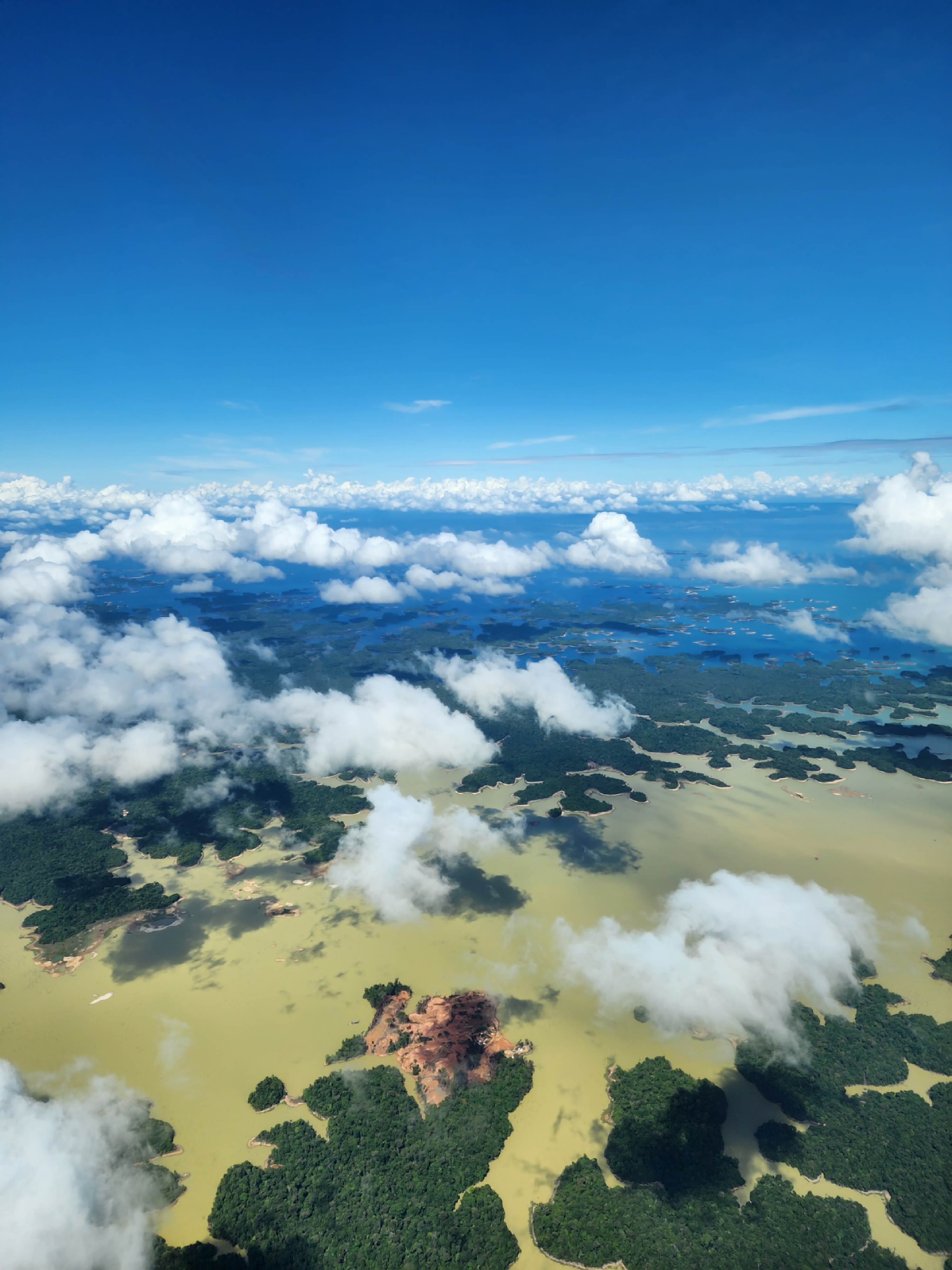
Goudwinning en watervervuiling van het stuwmeer in de buurt van het dorp

Als gevolg van de watervervuiling schonk het ministerie van Regionale Ontwikkeling in maart 2012 twee watertonnen aan de openbare school van Lebi Doti, waarvan één bestemd was voor de schooldependance in Bakoe. Door uitval van zonnepanelen was er geen toegang meer tot leidingwater, waardoor leerkrachten gedwongen waren vervuild meerwater te gebruiken.